# Lijst van oorlogsmonumenten in Gennep
De Nederlandse gemeente Gennep heeft 13 oorlogsmonumenten. Hieronder een overzicht.
| Nr.  | Object                                                                | Herdachte groep                                                                               | Ontwerper                                   | Onthulling      | Type                  | Locatie                                                  | Plaats   | Coördinaten                   | Foto                                               |
| ---- | --------------------------------------------------------------------- | --------------------------------------------------------------------------------------------- | ------------------------------------------- | --------------- | --------------------- | -------------------------------------------------------- | -------- | ----------------------------- | -------------------------------------------------- |
| 1386 | Monument aan de Zwarteweg                                             | geallieerde militairen                                                                        |                                             | 1 februari 1945 | overig                | Zwarteweg 44, 6596 AD                                    | Milsbeek | 51° 43' 56" NB, 5° 57' 21" OL |                                                    |
| 1389 | Brits ereveld                                                         | geallieerde militairen                                                                        | Sir Reginald Blomfield (ontwerp Offerkruis) |                 | begraafplaats/graf    | Kerkstraat, 6596 AK                                      | Milsbeek | 51° 43' 28" NB, 5° 57' 1" OL  | Meer afbeeldingen                                  |
| 1420 | Monument voor de Gevallenen                                           | burgerslachtoffers                                                                            | Van den Horst                               | 1 mei 1955      | overig                | Kerkstraat, 6596 AK                                      | Milsbeek | 51° 43' 28" NB, 5° 57' 1" OL  | Monument voor de Gevallenen                        |
| 1797 | De Barmhartige Samaritaan (Gennep)                                    | allen, militairen in dienst van het Ned. Kon. 1940-1945, burgerslachtoffers, verzet Nederland | Jac Maris (1900-1996)                       | 20 juni 1953    | beeld/sculptuur       | Niersweg, 6591 CT                                        | Gennep   | 51° 42' 5" NB, 5° 58' 16" OL  | Meer afbeeldingen                                  |
|      | Erehof Ottersum                                                       | geallieerde militairen                                                                        |                                             |                 | grafmoument           | Raadhuisplein 3, Rooms Katholieke begraafplaats, 6595 AC | Ottersum | 51° 42' 8" NB, 5° 58' 56" OL  | Erehof Ottersum                                    |
|      | Holocaust Monument                                                    | vervolgden Nederland                                                                          | Mirso Bajramovic                            | januari 2021    | reliëf, 22 silhoueten | Niersweg, Vredesplein, 6591 CT                           | Gennep   | 51° 42' 5" NB, 5° 58' 16" OL  | Holocaust Monument                                 |
|      | Liberation Route Marker 006: De bruggenbouwers                        | geallieerde militairen                                                                        |                                             |                 | gedenksteen           | veerstraat                                               | Gennep   | 51° 41' 55" NB, 5° 57' 28" OL |                                                    |
|      | Liberation Route Marker 007: Verovering van Gennep                    | geallieerde militairen                                                                        |                                             |                 | gedenksteen           | Niersweg, Vredesplein                                    | Gennep   | 51° 42' 5" NB, 5° 58' 16" OL  | Liberation Route Marker 007: Verovering van Gennep |
|      | Liberation Route Marker 008: Door regen en modder naar de overwinning | geallieerde militairen                                                                        |                                             |                 | gedenksteen           | Zwarteweg bij 58 (parkeerplaats), 6596 MJ                | Milsbeek | 51° 44' 17" NB, 5° 57' 21" OL |                                                    |
|      | Indie monument                                                        | militairen in dienst van het Ned. Kon. 1940-1945                                              |                                             |                 | gedenksteen           | Vrijheidsplein                                           | Gennep   | 51° 42' 5" NB, 5° 58' 16" OL  | Indie monument                                     |
|      | Veteranenmonument                                                     | militairen in dienst van het Ned. Kon.                                                        |                                             | 25 maart 2024   | overige               | Vrijheidsplein                                           | Gennep   | 51° 42' 5" NB, 5° 58' 16" OL  | Veteranenmonument                                  |
|      | graf van Johannes, Mathijs en Lambert Janssen                         | burgerslachtoffers                                                                            |                                             |                 | grafmonument          | Kerkstraat 27, Rooms Katholieke Begraafplaats, 6596 AK   | Gennep   |                               | graf van Johannes, Mathijs en Lambert Janssen      |
|      | Gedenksteen voor Grad, Cris en Huug Franken                           | burgerslachtoffers                                                                            |                                             |                 | gedenksteen           | Jasperjannebrug bij 12/Driekronenstraat                  | Milsbeek | 51° 43' 7" NB, 5° 58' 12" OL  |                                                    |
|      | Stolpersteine                                                         | vervolgden Nederland                                                                          | Gunter Demnig                               |                 | plaquette             | Zie Lijst van Stolpersteine in Gennep                    | Gennep   |                               | Stolpersteine                                      |

Beek ·
Beekdaelen ·
Beesel ·
Bergen ·
Brunssum ·
Echt-Susteren ·
Eijsden-Margraten ·
Gennep ·
Gulpen-Wittem ·
Heerlen ·
Horst aan de Maas ·
Kerkrade ·
Landgraaf ·
Leudal ·
Maasgouw ·
Maastricht ·
Meerssen ·
Mook en Middelaar ·
Nederweert ·
Peel en Maas ·
Roerdalen ·
Roermond ·
Simpelveld ·
Sittard-Geleen ·
Stein ·
Vaals ·
Valkenburg aan de Geul ·
Venlo ·
Venray ·
Voerendaal ·
Weert